# Wilfrid Hyde-White
Wilfrid Hyde-White (* 12. Mai 1903 in Bourton-on-the-Water, Gloucestershire; † 6. Mai 1991 in Woodland Hills, Kalifornien) war ein britischer Schauspieler.

## Leben
Nach seinem Schulabschluss besuchte Hyde-White das Marlborough College in Gloucestershire und absolvierte anschließend eine Schauspielausbildung an der Royal Academy of Dramatic Art. 1922 gab er in London sein Debüt als Bühnenschauspieler. In den Folgejahren arbeitete er umfangreich als Theaterschauspieler, unter anderem 1932 bei einer Tournee durch Südafrika. In späteren Jahren spielte er unter anderem neben Laurence Olivier und Vivien Leigh in Adaptionen von George Bernard Shaws Caesar und Cleopatra und Shakespeares Antonius und Cleopatra (beide 1951). Darüber hinaus arbeitete er am New Yorker Broadway und wurde dort zweimal als bester Darsteller für den Tony Award nominiert.
1932 gab Hyde-White sein Filmdebüt. Er spielte meist markante Nebenrollen wie in Carol Reeds Der dritte Mann nach dem Roman von Graham Greene, neben Gregory Peck in der Literaturverfilmung Sein größter Bluff (nach Mark Twain), in der Komödie Carry On Nurse wie auch in der Krimikomödie Die Katze und der Kanarienvogel und in The Magic Christian neben Peter Sellers. Besondere Bekanntheit erreichte er durch seine Rolle des „Oberst Pickering“ im Musical My Fair Lady, die er auch in der Filmadaption mit Audrey Hepburn und Rex Harrison übernahm. Dank seiner äußeren Erscheinung – schlank, hochgewachsen, mit hoher Stirn – und seinem distinguiert-selbstironischen Auftreten war der Darsteller jahrzehntelang auf das Image des "typischen Briten" festgelegt und spielte Butler, Richter, Militärs etc.
Ab den 1970er Jahren spielte Hyde-White vorwiegend in US-amerikanischen Fernsehproduktionen. Er gehörte zur Stammbesetzung von Serien wie Buck Rogers und The Associates und hatte Gastauftritte in zahlreichen anderen Serien wie Columbo. Außerdem arbeitete er beim Hörfunk, so als Stammsprecher in der Radio-Comedy The Men from the Ministry (1962–1965).
Hyde-White war in erster Ehe mit der Schauspielerin Blanche Glynne und in zweiter Ehe mit der Schauspielerin Ethel Drew verheiratet. Sein Sohn, Alex Hyde-White, arbeitet ebenfalls als Schauspieler. Wilfrid Hyde-White starb am 6. Mai 1991 im kalifornischen Woodland Hills kurz vor Vollendung seines 88. Lebensjahres an Herzversagen.

## Filmografie (Auswahl)
- 1934: Josser on the Farm
- 1936: Rembrandt
- 1942: Back Room Boy
- 1947: The Ghosts of Berkeley Square
- 1948: The Winslow Boy
- 1948: Quartet
- 1949: Der dritte Mann (The Third Man)
- 1949: Verschwörer (Conspirator)
- 1949: Die große Leidenschaft (The Passionate Friends)
- 1949: Der Mann vom Eiffelturm (The Man on the Eiffel-Tower)
- 1950: Ferien wie noch nie (Last Holiday)
- 1950: So ist das Leben (Trio)
- 1951: Der Verdammte der Inseln (Outcast of the Islands)
- 1951: Die Reise ins Ungewisse (No Highway in the Sky)
- 1951: Konflikt des Herzens (The Browning Version)
- 1952: Der Unwiderstehliche (The Card)
- 1952: Treffpunkt Moskau (Top Secret)
- 1953: The Story of Gilbert and Sullivan
- 1953: Sein größter Bluff (The Million Pound Note)
- 1954: Verraten (Betrayed)
- 1954: Kleiner Jockey ganz groß (The Rainbow Jacket)
- 1955: Liebe, Tod und Teufel (The Adventures of Quentin Durward)
- 1957: Interpol ruft Berlin (Vicious Circle)
- 1957: Tarzan und die verschollene Safari (Tarzan and the Lost Safari)
- 1958: Up the Creek
- 1959: 41 Grad Liebe (Carry On Nurse)
- 1959: Brennendes Indien (Northwest Frontier)
- 1959: Die Nacht ist mein Feind (Libel)
- 1959: Die grüne Minna (Two-Way-Stretch)
- 1960: Machen wir’s in Liebe (Let’s Make Love)
- 1961: General Pfeifendeckel (On The Double)
- 1961: On the Fiddle
- 1962: Die Abenteuer des Kapitän Grant (In Search of the Castaways)
- 1962: Crooks Anonymous
- 1964: My Fair Lady
- 1965: You Must be Joking!
- 1965: Geheimnis im blauen Schloß (Ten Little Indians)
- 1966: The Sandwich Man
- 1966: Marrakesch (Our Man in Marrakesh)
- 1967: Der Gnadenlose (P.J.)
- 1967: Sumuru – Die Tochter des Satans (The Million Eyes of Sumuru)
- 1967: Kobra, übernehmen Sie
- 1969: Vergiss oder stirb (Run a crooked mile)
- 1969: Magic Christian (The Magic Christian)
- 1972: Columbo: Alter schützt vor Torheit nicht (Dagger of the Mind, Fernsehreihe)
- 1976: Die großen Houdinis (The Great Houdinis)
- 1976: Columbo: Der alte Mann und der Tod (Last Salute to the Commodore)
- 1978: Kampfstern Galactica (Fernsehserie, Folge Saga of a Star World)
- 1979: Die Katze und der Kanarienvogel (The Cat and the Canary)
- 1981: Buck Rogers (Fernsehserie, 2. Staffel)
- 1982: Der Spielgefährte (The Toy)
- 1983: Fanny Hill